# Pit droid (Csillagok háborúja)
A pit droid (angolul: DUM-series pit droid) a Csillagok háborúja elképzelt univerzumában a  munkadroidok egyik típusa, melyet a Cyrillia bolygón a Serv-O-Droid, Inc. nevű droidgyártó cég nagy mennyiségben gyárt.

## Leírása
Ez egy munkadroid, ami 1,19 méter magas és 35 kilogramm tömegű. A droid külső váza megerősített ötvözetből készül. Az érzékelő szerkezete egyetlen fotóreceptorból áll.  Mindenféle színben kapható. Nyugalmi állapotban kis csomagszerűvé húzza össze magát. A pit droid a társaival és más gépezetekkel a lemez alakú fején lévő antennák segítségével kommunikál. Habár nincsen neme, a programja férfias tulajdonságokat mutat. Fegyverzete nincsen.

## Használata
A pit droid állandóan készenlétben áll a különféle javítások elvégzésére, és akár emberi utasítás nélkül is akcióba lép, ha úgy ítéli meg, hogy egy berendezésen javítás szükséges.
Azokon a sivatagos bolygókon, ahol életveszélyes és sok helyen törvénytelen fogatversenyeket rendeznek, nélkülözhetetlen a használata a versenygépek folyamatos javításához és tuningolásához.
Gyárakban vagy otthon az elromlott gépek javítására, illetve karbantartására is használják. Igen erős; nála jóval nehezebb tárgyak megemelésére képes. A nyugalmi állapotba való téréséhez elég, ha ráütnek az „orrára”.
Gyakori típusai a DUM-sorozatú pit droid és az Otoga-222.

## Megjelenése a filmekben, könyvekben, videójátékokban
Efféle droidok dolgoznak, illetve raktározva vannak, Tatuinon, a toydariai Watto boltjában. A „Baljós árnyak” című filmben, Jar Jar Binks e boltban beindít egy ilyen droidot. Pit droidokat szintén ebben a filmben, Boonta-esti futam alatt is lehet látni, amint a légifogatokat javítgatják. A „Baljós árnyak” óta ez a droid típus több könyvben és videójátékban is szerepet kapott, például a Star Wars: Episode I Racer-ben is.

### Fordítás
- Ez a szócikk részben vagy egészben a DUM-series pit droid című Wookieepedia-szócikk fordítása. Az eredeti cikk szerkesztőit annak laptörténete sorolja fel.